# Aeroportul Vodochody
Aeroportul Vodochody (în cehă Letiště Vodochody) (IATA: VOD, ICAO: LKVO) este un aeroport din Vodochody⁠(d), okres Praha-východ, Boemia Centrală, Cehia ce deservește zona Praga.
Situat la o altitudine de 280 m, aeroportul dispune de 2 piste. Este operat de AERO Vodochody Aerospace.

## Infrastructură

### Piste
Aeroportul dispune de 2 piste. Pista 10/28 are suprafața de asfalt și dimensiunile 2.500 m × 45 m. Pista 11/29 are suprafața de Iarbă și dimensiunile 1.800 m × 50 m. 